# Marciszów
Marciszów (do 1945 r. niem. Merzdorf im Riesengebirge) – wieś w Polsce, położona nad Bobrem, w województwie dolnośląskim, w powiecie kamiennogórskim, w gminie Marciszów, w Kotlinie Marciszowskiej, na pograniczu Rudaw Janowickich w Sudetach Zachodnich oraz Kotliny Kamiennogórskiej i Gór Wałbrzyskich w Sudetach Środkowych.

## Podział administracyjny
W latach 1954–1972 wieś należała i była siedzibą władz gromady Marciszów. W latach 1975–1998 miejscowość administracyjnie należała do województwa jeleniogórskiego. Miejscowość jest siedzibą władz gminy Marciszów.

## Demografia
Jest największą miejscowością gminy Marciszów. Według Narodowego Spisu Powszechnego liczył 1603 mieszkańców (III 2011 r.).

## Położenie geograficzne

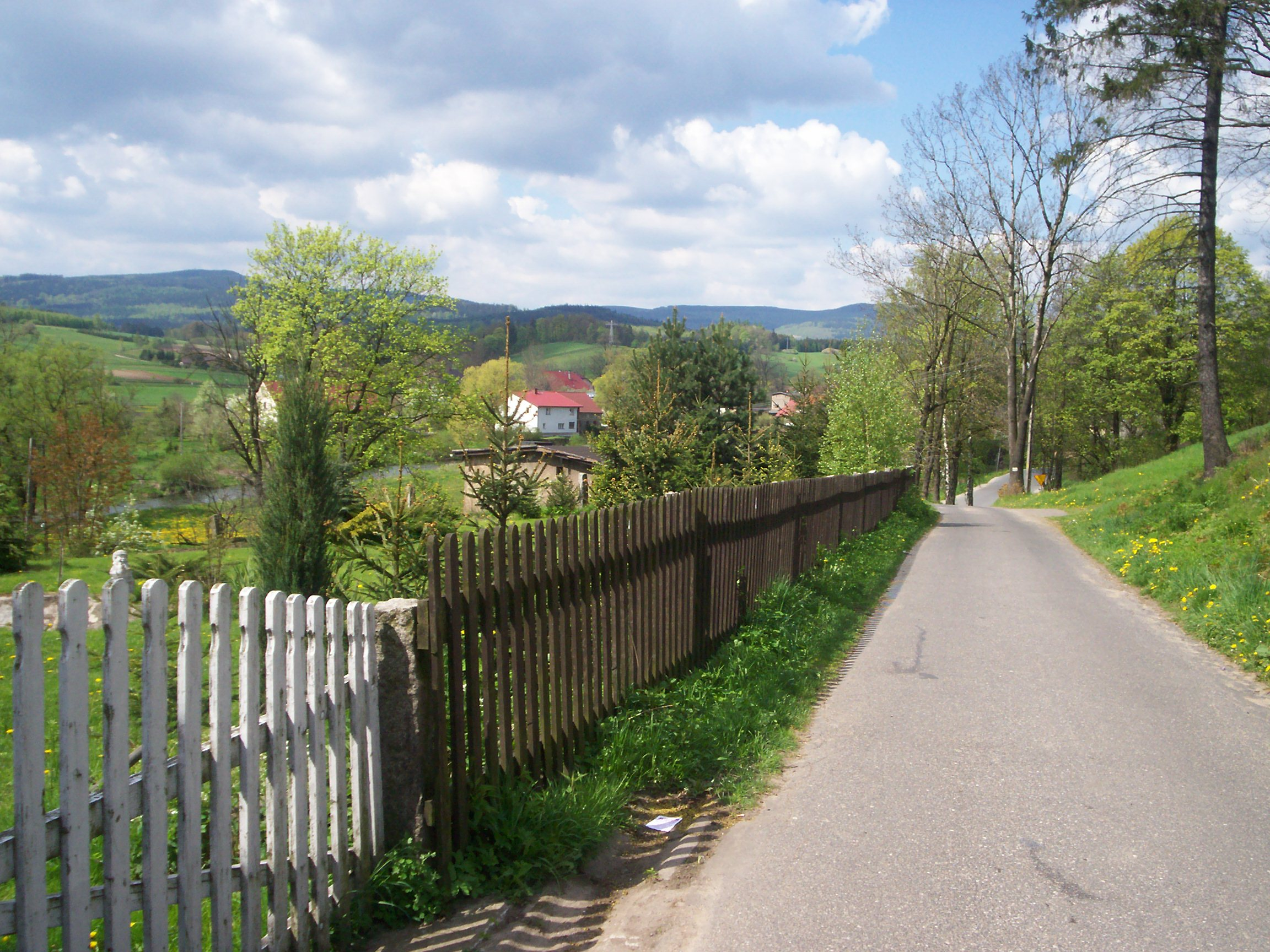
Ulica Nadrzeczna, widok na Kotlinę Marciszowską i rzekę Bóbr

Marciszów jest położony w Kotlinie Marciszowskiej, która stanowi rozszerzenie doliny rzeki Bóbr i zarazem północną część Kotliny Kamiennogórskiej, średnio na wysokości 420 m n.p.m.
Na południe od Marciszowa wznoszą się Góry Lisie (należące do Kotliny Marciszowskiej, a według niektórych autorów do Wzgórz Bramy Lubawskiej lub nawet do Rudaw Janowickich). Z Gór Lisich spływa dopływ Bobru – strumień Sierniawa, na którym zlokalizowane są Marciszowskie Stawy. Góry Lisie leżą w obrębie Rudawskiego Parku Krajobrazowego.
Na południowy zachód znajdują się Rudawy Janowickie z widocznym z Marciszowa masywem Wielkiej Kopy. Do Rudaw Janowickich należą wznoszące się w południowej części wsi wzgórza Marciszówka (422 m n.p.m.), Ostra (486 m n.p.m.) oraz Marciszówek (522 m n.p.m.). Od strony Wieściszowic niewielką kotliną płynie Mienica wpadająca do Bobru obok zakładów włókienniczych.
Od północy widoczny jest z Marciszowa Grzbiet Wschodni Gór Kaczawskich, z najwyższym w okolicy szczytem Cieciorki (518 m n.p.m.). Grzbiet ten jest odwadniany przez niewielki strumień Kręta.
Na wschód od Marciszowa Górnego wznosi się, należący do Gór Wałbrzyskich, Masyw Trójgarbu i Krąglaka z górującym nad tą częścią wsi szczytem Krąglak (692 m n.p.m.). Z Masywy tego do Bobru spływa strumień Bobrek.

## Transport

### Drogi
| Droga                   | Trasa | Ulica/osiedle      |
| ----------------------- | --- | ------------------ |
| Droga krajowa nr 5      | granica państwa (Lubawka) – Kamienna Góra – Marciszów – Wrocław – Leszno – Poznań – Gniezno – Bydgoszcz – Świecie | Główna – Bolkowska |
| Droga wojewódzka nr 328 | Marciszów – Kaczorów – Świerzawa – Złotoryja – Chojnów – Przemków – Nowe Miasteczko                               | Główna             |

### Kolej

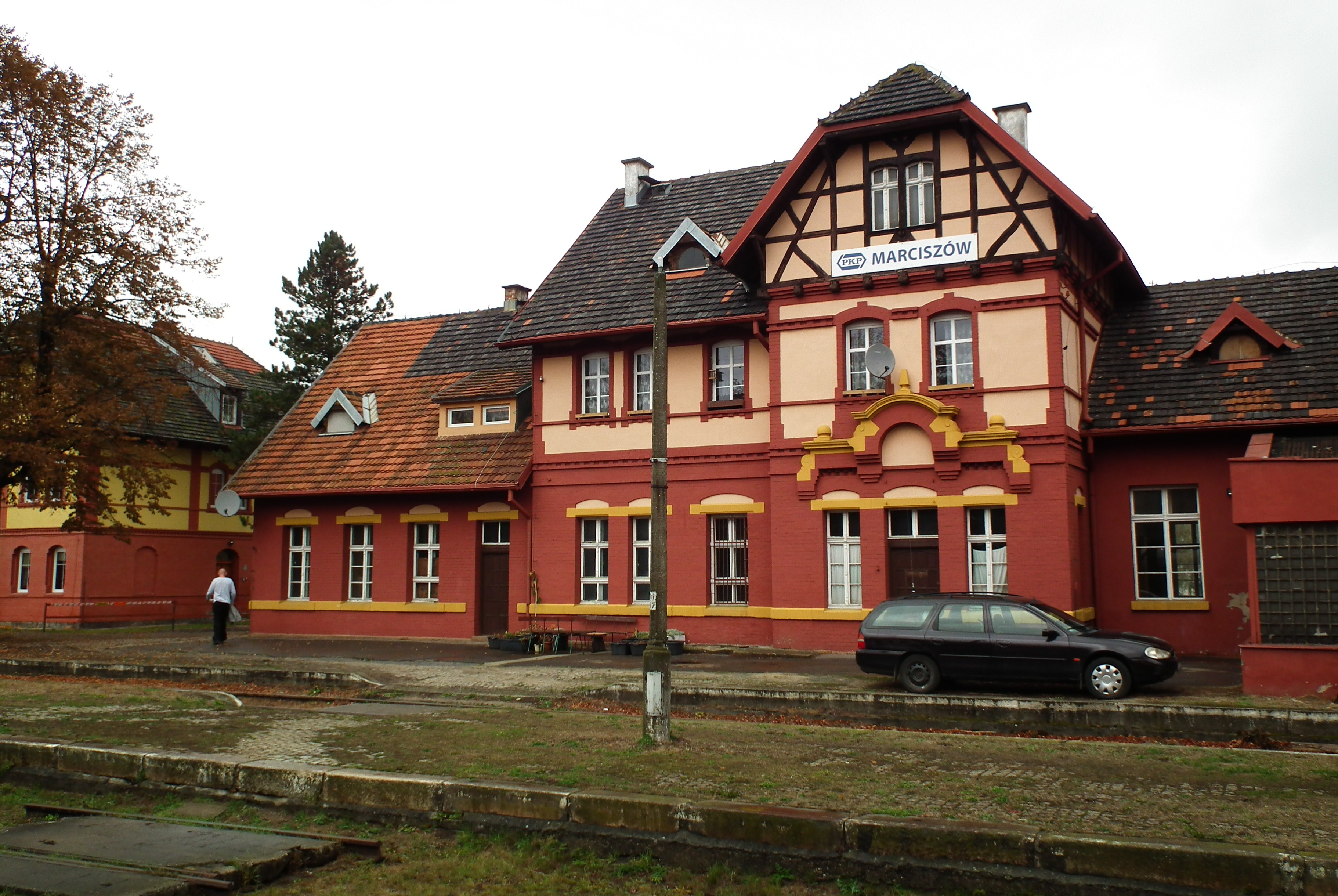
Dworzec kolejowy

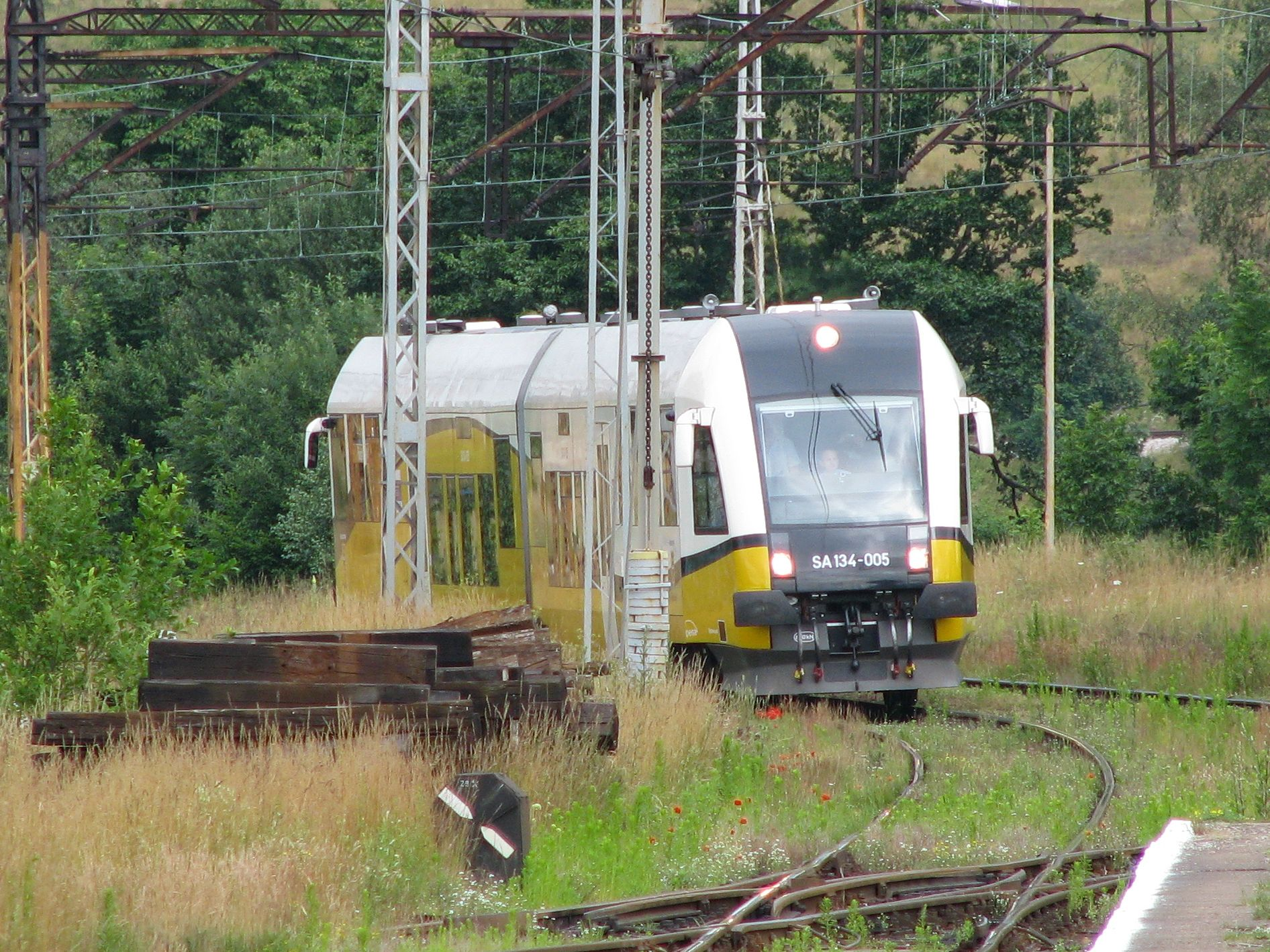
Autobus szynowy SA134-005 wjeżdżający na stację w Marciszowie

Marciszów posiada obecnie jeden dworzec kolejowy (do 1946 r. istniała druga stacja Marciszów Górny), który znajduje się przy ulicy Dworcowej.

#### Linie kolejowe
Przez Marciszów przechodzą linie kolejowe:
- nr 274: Wrocław Świebodzki – Zgorzelec,
- nr 302: początek linii prowadzącej do Malczyc przez Bolków (linia zdekompletowana)
- nr 774: początek linii prowadzącej do Kamiennej Góry, przez Krużyn (linia czynna okresowo)
- nr 776: początek linii prowadzącej do Złotoryi przez Wojcieszów (tylko ruch towarowy)

#### Komunikacja pasażerska
Główną rolę w komunikacji szynowej pełni linia Wrocław – Jelenia Góra, na której to linii Marciszów stanowi stację przesiadkową dla podróżujących do Kamiennej Góry. Zatrzymują się tutaj pociągi pospieszne, odcinek Marciszów – Kamienna Góra pasażerowie pokonują komunikacją autobusową. Od 2008 roku w wakacje uruchamiane jest połączenie kolejowe z Jeleniej Góry do Trutnova, ale nie posiada ono znaczenia jako komunikacja lokalna.
W 1995 roku zamknięto ruch pasażerski na linii do Bolkowa (linia do Malczyc) i Jerzmanic-Zdroju (linia do Złotoryi), w krótkim czasie zawieszono też przewozy towarowe, a torowisko zostało rozkradzione. W 2008 roku odbudowano tory do Jerzmanic-Zdroju, ale linia ta pełni rolę linii towarowej. W roku 2002 zawieszono połączenia z Marciszowa do Lubawki, obecnie linia znajduje się w stanie daleko posuniętego rozkładu. Można uznać, że w tym czasie stacja Marciszów utraciła status węzła kolejowego.

### Komunikacja autobusowa
Komunikację autobusową obsługuje PKS Kamienna Góra i coraz liczniejsi przewoźnicy prywatni; wszystkie linie autobusowe są połączeniami o charakterze lokalnym.

## Historia wsi

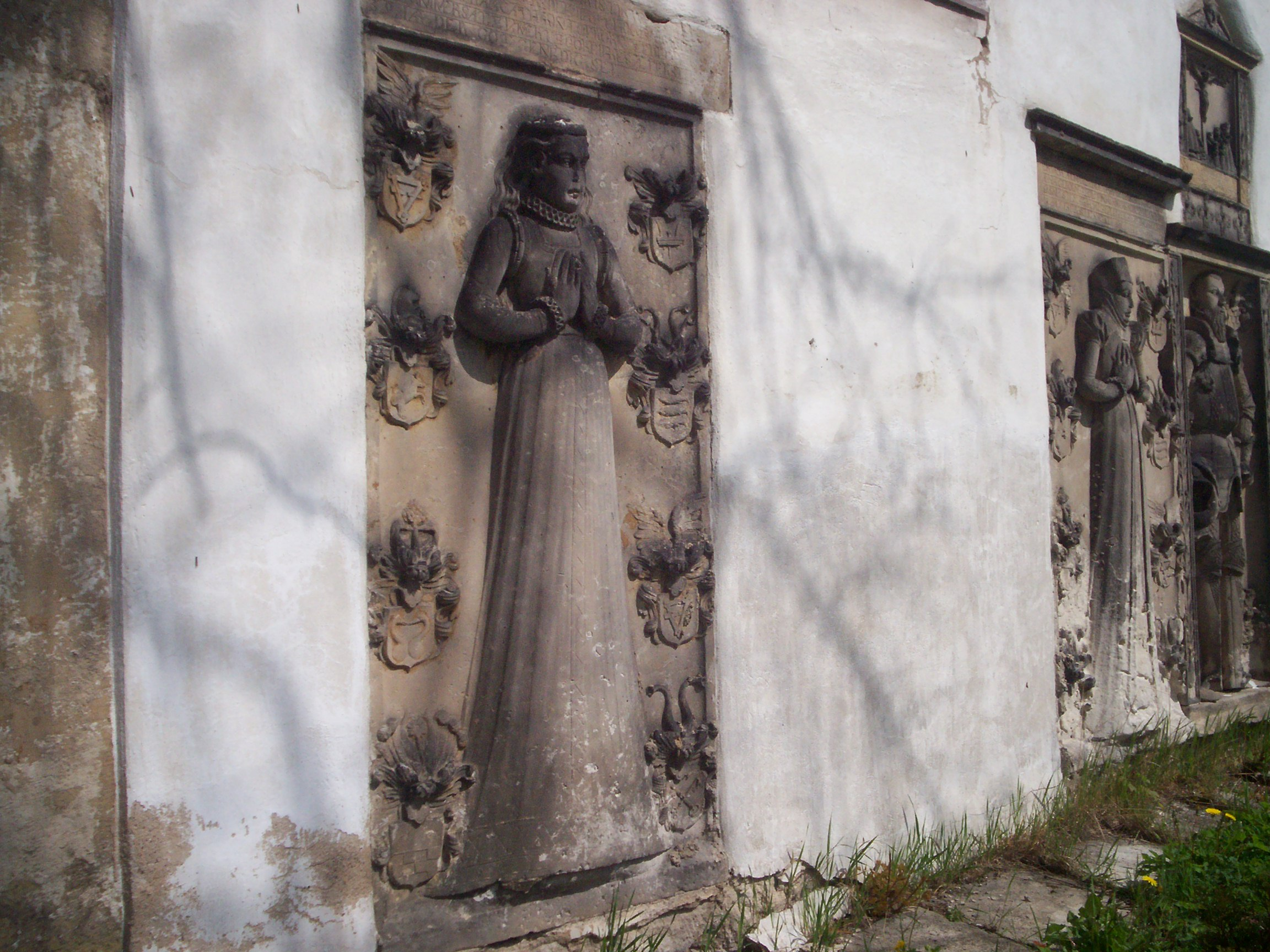
Epitafia na ścianach kościoła pw. św. Katarzyny

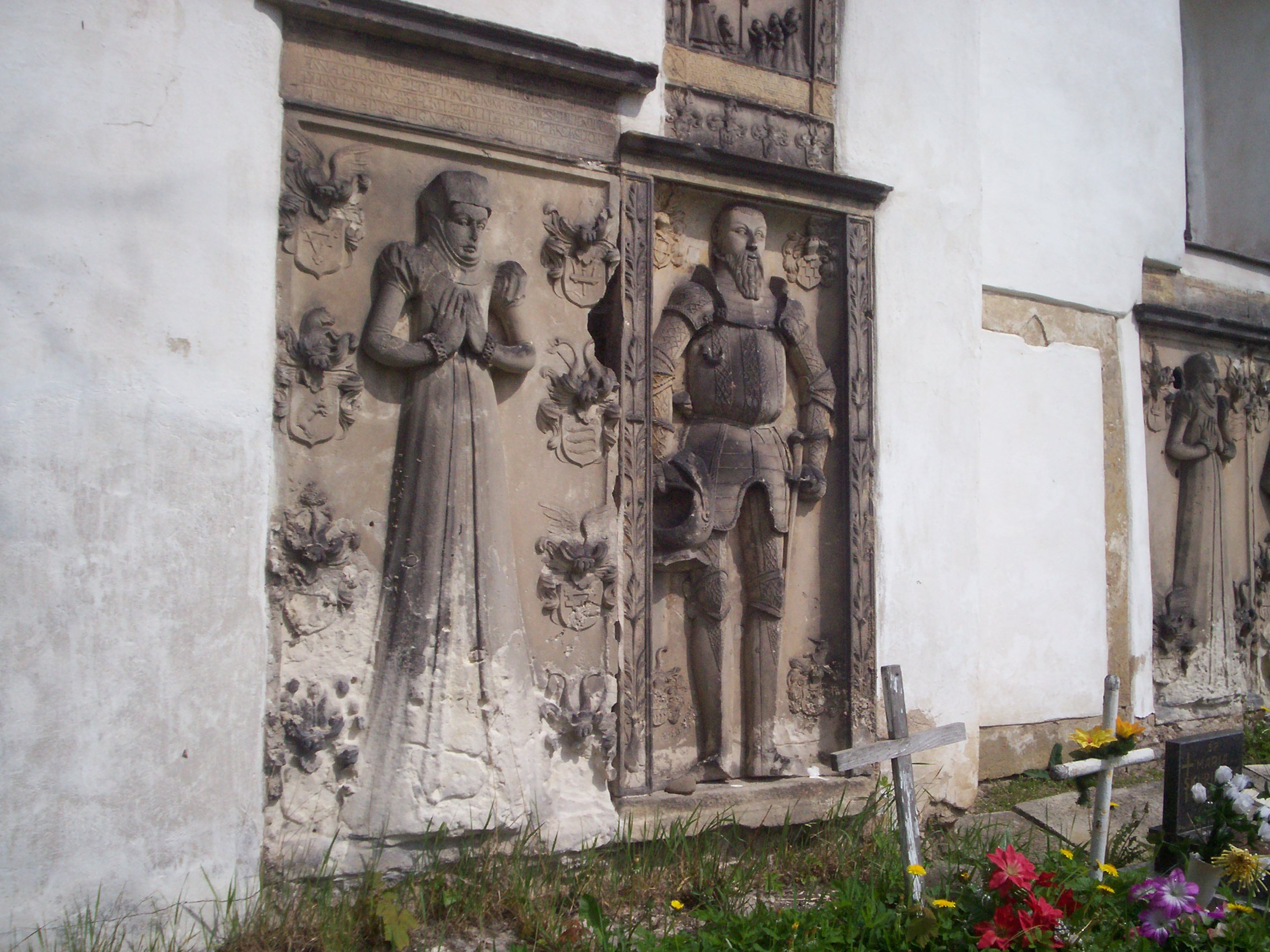
Epitafia na ścianach kościoła pw. św. Katarzyny

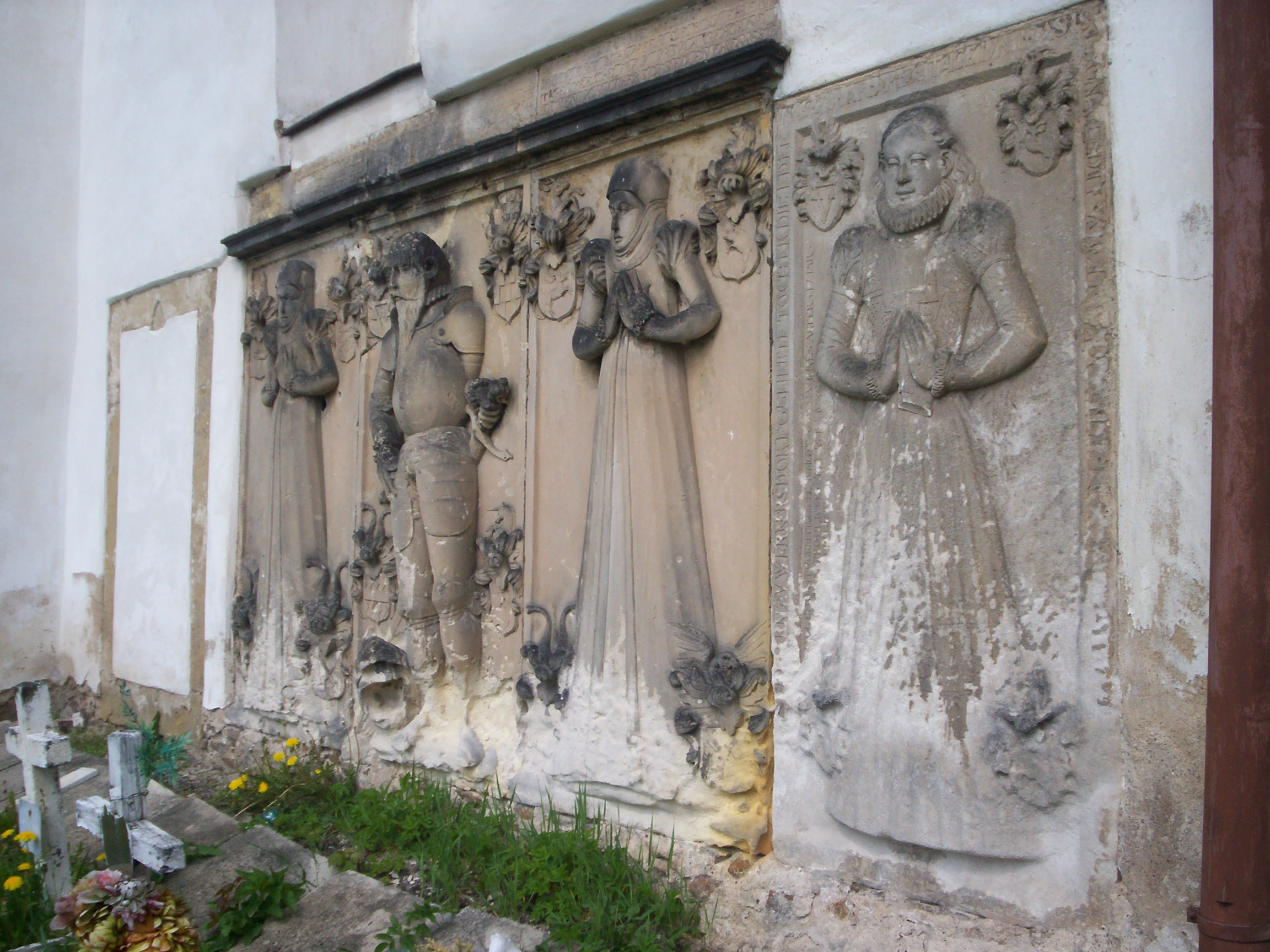
Epitafia na ścianach kościoła pw. św. Katarzyny

Nie istnieją zapisy, które dokumentowałyby powstanie wsi, ale część późniejszych źródeł podaje, że było to przed 1300 r. Pojawiały się wzmianki sugerujące powstanie Marciszowa pod koniec XIV w. Wiadomo, że powstał jako wieś prywatna stanowiąca własność rycerską. Wiarygodność zapisów utrudnia fakt, że jako w późniejszym okresie powstały: Marciszów Dolny i Marciszów Górny, Marciszówek i Dobrociesz, które również określano jako Marciszów i nie jest możliwe ustalenie, której części osady dotyczą źródła. Szczególnie dotyczy to dawnego Dobrociesza, gdzie wybudowano oba do dziś istniejące marciszowskie kościoły. Przez cały XV w. Marciszów był własnością rodu rycerskiego von Zedlizów. Dokumenty z 1524 r. wymieniają Hansa, zwanego „Affe”, następnie w 1571 r. zapis dotyczy Abrahama. Istnieją przesłanki, że po wojnie 30-letniej włości zmieniły właściciela, w 1696 r. jako właściciela wymieniono Georga Ernsta von Berg, a po nim Georga Sigismunda von Tschirnhaus. Jest pewne, że we wsi istniał już kościół parafialny.
W 1706 r. wieś została sprzedana hrabiemu Rzeszy Hansowi Heinrichowi III von Hochberg z Książa, ale w późniejszym czasie przeszła w ręce bocznej linii rodu, która rezydowała w Roztoce. W połowie XVIII w. w okolicy rozpoczęto z inicjatywy barona von Schweinitz poszukiwania i próby wydobycia węgla kamiennego. Niska jakość złóż zadecydowała o wycofaniu się z tej inicjatywy. W 1765 r. dokonano wyceny dóbr marciszowskich należących do hrabiego von Hochberga, ich wartość oszacowano na 13 335 talarów. W tym czasie Marciszów zamieszkało 71 rodzin; 12 kmiecych, 43 zagrodników i 16 chałupniczych, wśród których 18 stanowili rzemieślnicy. Opis z 1785 r. wymienia dwór i dwa folwarki, a jako mieszkańców 12 rodzin kmieci, 43 zagrodników i 6 chałupników, oraz istnienie 3 bielników. W tym czasie we wsi powszechne już było tkactwo chałupnicze.
Znaczący rozwój Marciszowa nastąpił w XIX w. W 1825 r. istniało 57 domostw, dwa folwarki, dwa kościoły (ewangelicki i katolicki), 2 folusze i tartak. We wsi pracowało 51 krosien, zatem można przypuszczać, że prawie wszyscy mieszkańcy trudnili się tkactwem. W tym czasie Marciszów stał się jedną z najszybciej rozwijających się wsi w okolicy. Piętnaście lat później liczba domów wzrosła do 66, nadal istniały dwa kościoły, szkoła ewangelicka, tartak, młyn do mielenia kory dębowej, we wsi pracowało 57 krosien bawełnianych oraz 52 rzemieślników, z czego aż 21 ślusarzy. We wsi żyło czterech kramarzy, a na gości czekały dwie gospody. Przełomowe znaczenie w rozwoju Marciszowa miało uruchomienie dużej jak na tamte czasy i rozwój techniki przędzalni bawełny z maszyną parową o mocy 22 KM, która zatrudniała 210 robotników (w tym 136 kobiet i 3 dzieci).
Drugi etap rozwoju Marciszowa nastąpił w 1867 r., gdy przez wieś przeprowadzono linię kolejową łączącą Wałbrzych i Jelenią Górę. Wówczas zbudowano stację kolejową, przy której rozwinęła się osada Marciszów Dolny. W 1895 roku od stacji w Marciszowie przeprowadzono linię do Jerzmanic-Zdroju, a następnie do Złotoryi i Legnicy. Marciszów stał się jednym z większych węzłów kolejowych w Sudetach, a równocześnie istotną część mieszkańców zaczęli stanowić kolejarze. W 1914 roku wybudowano łącznicę z Marciszowa Górnego, przez Krużyn do Kamiennej Góry.
Mimo tych wszystkich przemian Marciszów niezmiennie pozostawał posiadłością ziemską w dobrach von Hochbergów. W 1870 r. majątek należący do Hansa Heinricha XIV z Roztoki obejmował 875 mórg ziemi. Rok później Marciszów liczył 86 domów. Pod koniec XIX w. ponowiono próby eksploatacji węgla kamiennego. Uruchomiono niewielką kopalnię Karls Glück, ale wobec niskiego wydobycia w krótkim czasie zaprzestano prac górniczych.
Posiadający walory turystyczne Marciszów nigdy nie nabrał cech letniska, tym niemniej stanowił punkt wyjścia dla wycieczek w Rudawy Janowickie oraz w mniej popularne Góry Kaczawskie i Wałbrzyskie. Bazę turystyczną i noclegową przez wiele lat stanowiła duża gospoda. Po I wojnie światowej znacznie spadło tempo rozwoju wsi, chociaż nadal istotną rolę odgrywało zatrudnienie w przemyśle. Marciszów Dolny posiadał wówczas cechy osady kolejowej, a zabudowa w otoczeniu dworca przypominała małe miasteczko (do dziś istniejące kamienice). W 1917 r. zelektryfikowano linię kolejową Wałbrzych – Jelenia Góra, w 1939 r. linię do Kamiennej Góry. 
W 1944 roku hitlerowcy założyli przy miejscowych zakładach włókienniczych obóz pracy – filię Gross Rosen, w którym więziono kobiety zmuszane do niewolniczej pracy.
W 1945 roku tereny te zostały zajęte przez wkraczającą Armię Czerwoną, tereny te zostały przyznane Polsce, a 27 sierpnia 1945 „Merzdorf im Riesengebirge” stał się Marciszowem. Niestety Rosjanie zdemontowali maszyny tkackie oraz trakcję elektryczną linii kolejowej. Od tego czasu Marciszów był siedzibą gminy, aż do reformy administracyjnej na początku lat 50. XX wieku, później był siedzibą gromady, aby w 1973 r. ponownie zostać siedzibą gminy.

### Nazwy historyczne
- Villa Martini – około roku 1300
- Mertzdorff – 1635
- Merzdorf – 1743
- Märzdorf, Merzdorf – 1871
- Merzdorf im Riesengebirge – 1933
- Marciszów – 1945

## Zabytki

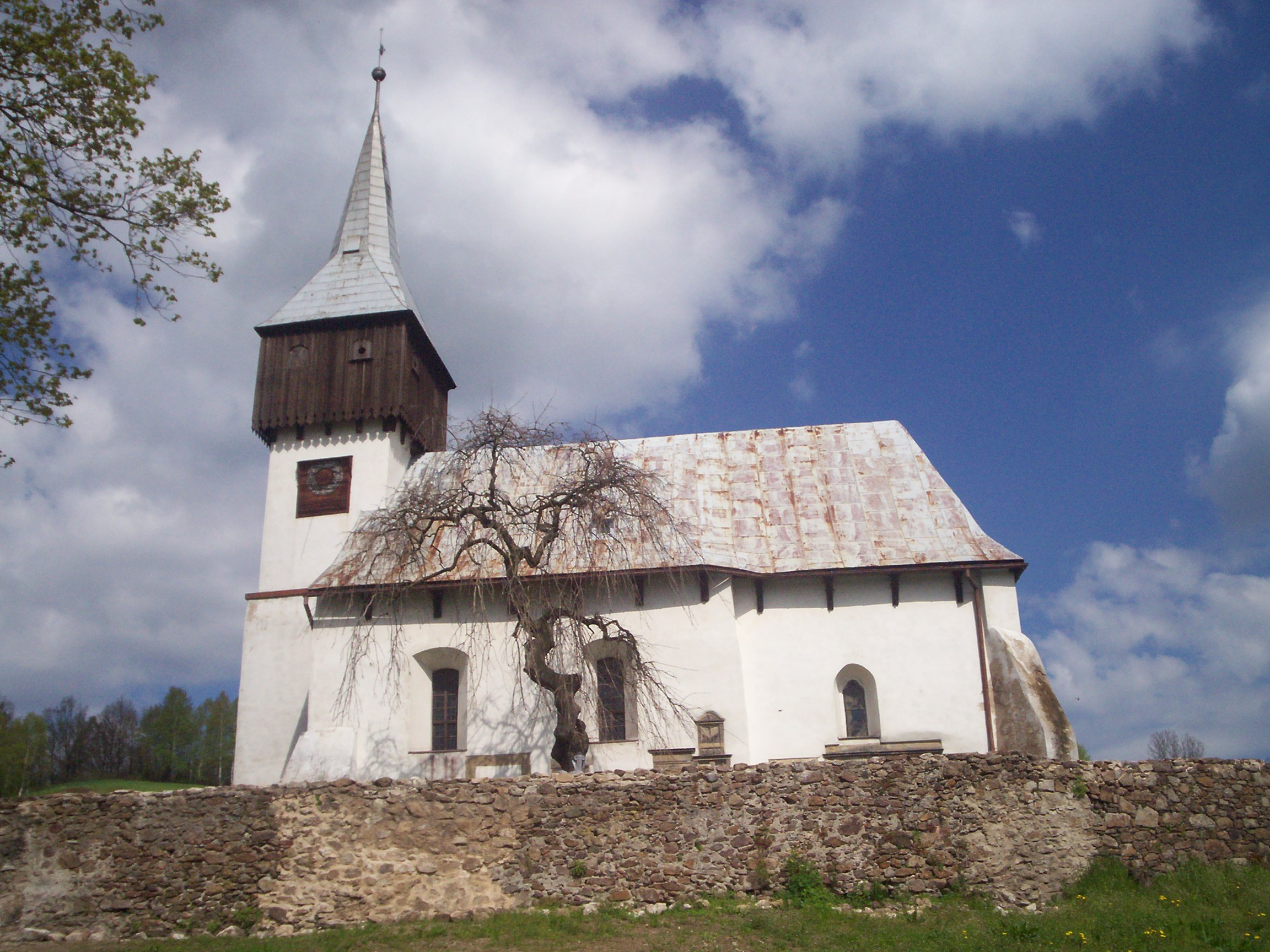
Kościół św. Katarzyny

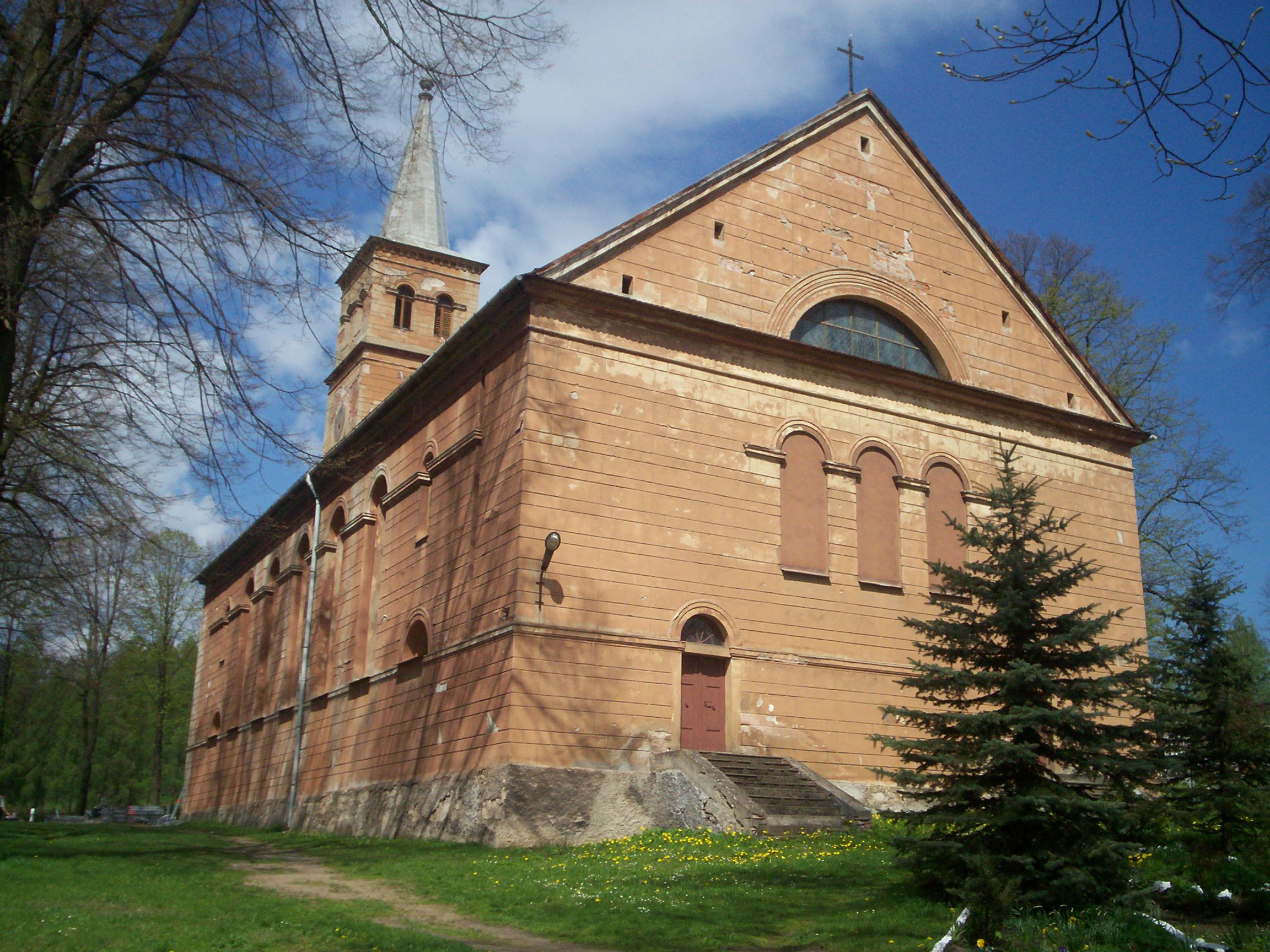
Kościół Niepokalanego Serca NMP

Do wojewódzkiego rejestru zabytków wpisane są obiekty:
- kościół cmentarny pw. św. Katarzyny, gotycki z 1378 r. (pierwsza wzmianka o parafii w 1335 r.). Pierwotnie rzymskokatolicki, przejęty przez parafię ewangelicką po 1530 r. Wielokrotnie przebudowywany w XVI w., w 1654 r. oraz w 1856 r. Po 1945 r. był nieużytkowany. Wyposażenie gotyckie i barokowe. W elewację wmurowane epitafia nagrobne rodziny von Zeidlitz z II połowy XVI wieku – unikat.
- Kościół Niepokalanego Serca Najświętszej Maryi Panny, dawny protestancki[13], klasycystyczny z 1840 roku, orientowany, z wieżą zegarową zwieńczoną hełmem.